# Cal Bosch (Bell-lloc d'Urgell)
Cal Bosch és una casa de la vila de Bell-lloc d'Urgell a la comarca del Pla d'Urgell. És un monument protegit com a bé cultural d'interès local.

## Descripció
Habitatge familiar de tipologia arquitectònica popular que destaca, principalment, pels elements compositius de la façana. Consta de planta baixa, amb magatzem per usos agrícoles, dos pisos d'habitatge i golfes. Al primer pis destaca el balcó corregut amb llarga llosa plena de motius esculpits elusius a les tasques del camp. En aquest mateix nivell destaca una gran llosa de pedra, a manera de llinda, on s'especifica el nom de l'antic propietari JOAN BOSCH 1800. En els pisos superiors destaquen les pedres motllurades dels ampits de les finestres. Quant als materials utilitzats, la façana es divideix en tres parts: baixa, amb aplacat de pedra; mitja amb blocs de pedra força regulars i la superior amb arrebossat.

## Història
A finals de la dècada dels 60 del s. XIX es va fer una modificació en l'estructura compositiva de la façana. Aquesta intervenció quedà reflectida en el primer pis, amb corriment dels forats dels balcons que, com es pot observar, no coincideixen amb la llinda treballada. Fa uns anys es va completar la restauració de la façana donant-li l'acaba actual. El picapedrer fou J. Altarriba de les Borges Blanques. Abans de la Guerra Civil aquesta casa fou un hostal.